# Enfim, Capivaras
Enfim, Capivaras é um livro de ficção escrito pela autora e tradutora gaúcha Luisa Geisler. A história é ambientada em Chapada da Pytuna, uma cidadezinha ficcional no interior de Minas Gerais, e é protagonizada por cinco personagens adolescentes, que percorrem a área daquele município em busca de uma suposta capivara fugitiva, ao mesmo tempo, em que tratam de questões pessoais típicas dessa fase da vida, como relacionamentos, sexualidade, diferenças entre classes sociais e a insegurança com o próprio corpo. A obra venceu o Prêmio APCA de Literatura em 2019 na categoria Infantil/Juvenil. O livro também foi destaque em páginas do noticiário nacional em 2019, quando a prefeitura da cidade de Nova Hartz decidiu censurá-lo nas escolas municipais, alegando a presença de “linguajar inadequado”.

## Sinopse
Quando Vanessa se muda de Porto Alegre para Chapada da Pytuna, ela se junta a um grupo de amigos formado por Léo, Nick, Zé Luís e Dênis, sendo este último um mentiroso compulsivo. Certa vez, Dênis contou que sua capivara havia fugido. Desconfiados de que se tratava de mais uma mentira, os amigos se reúnem para realizar uma busca ao animal, ao mesmo tempo, em que planejam desmascarar o rapaz. A narrativa se passa no período de doze horas, da noite de sexta-feira até a manhã do dia seguinte, período no qual as personagens expõem suas questões pessoais. Ao longo das páginas, eles vão revelando suas motivações para estarem ali, bem como vão trazendo à tona algumas mentiras e segredos. Conforme a própria autora: "uma das personagens talvez esteja se descobrindo assexual, outra é fóbica social, outra vem de uma longa linhagem de fazendeiros cheios de expectativas".
A forma da narrativa é em primeira pessoa, com os narradores-personagens se alternando a cada capítulo, de maneira a permitir que o leitor tenha acesso aos diferentes pontos de vista. 

## Prêmio
Capivaras venceu o Prêmio APCA de Literatura, promovido pela Associação Paulista de Críticos de Artes, no ano de 2019, concorrendo na categoria de Literatura Infantil/Juvenil.

## Censura e reação
Em novembro de 2019, a prefeitura da cidade de Nova Hartz decidiu retirar o livro de circulação nas escolas municipais, após ter adquirido alguns exemplares para serem usados em sala de aula. Na ocasião, a justificativa apresentada foi a de que a obra continha "linguajar inadequado", referindo-se à presença de termos informais e alguns palavrões. No mesmo ano, a autora teve sua presença cancelada na Feira do Livro de Nova Hartz, onde ela teria uma conversa com estudantes do ensino fundamental.  O fato desencadeou críticas à decisão da prefeitura e manifestações de apoio à autora. Luisa Geisler e a editora Companhia das Letras classificaram o episódio como censura.